# Pablo Daniel Osvaldo
Pablo Daniel Osvaldo (* 12. Januar 1986 in Buenos Aires; auch Pablo Osvaldo oder Daniel „Dani“ Osvaldo) ist ein ehemaliger italienisch-argentinischer Fußballspieler.

## Karriere

### Verein
Osvaldo gab 2005 in der zweiten argentinischen Liga für den Club Atlético Huracán sein Profidebüt. Nach weniger als einem Jahr wechselte er 2006 zum italienischen Zweitligisten Atalanta Bergamo, kam für den Klub aber nur zu drei Einsätzen in der Saison 2005/06. Zur neuen Saison stimmte Atalanta einer Co-Eignerschaft mit US Lecce zu und Osvaldo spielte Saison 2006/07 für den süditalienischen Klub. Bei Lecce kam er regelmäßig zum Einsatz und erzielte in 31 Partien acht Tore. Am Saisonende erwarb Bergamo die kompletten Transferrechte an Osvaldo zurück und verkaufte den Spieler anschließend an die AC Florenz. Bei seinem Debüt in der höchsten italienischen Spielklasse traf er beim 3:0-Sieg über Livorno doppelt. International absolvierte er in dieser Saison für Florenz acht Partien im UEFA-Pokal, beim Ausscheiden im Halbfinale gegen die Glasgow Rangers kam er allerdings nicht zum Einsatz.
Seinen bislang wichtigsten Treffer erzielte Osvaldo am letzten Spieltag der Saison 2007/08 im Spiel gegen den FC Turin in der 76. Minute durch einen Fallrückzieher zum 1:0-Siegtreffer; er sicherte damit seinem Verein die Teilnahme an der Qualifikation zur UEFA Champions League. 
In der Saison 2008/09 kam Osvaldo nach der Verpflichtung von Alberto Gilardino in Florenz häufig nur noch als Einwechselspieler zum Einsatz und erzielte kein Tor. Deshalb wechselte er Januar 2009 für sieben Millionen Euro zum Ligakonkurrenten FC Bologna. Im Januar 2010 wurde er an den spanischen Verein Espanyol Barcelona ausgeliehen. Im darauffolgenden Sommer einigte man sich auf eine Umwandlung des Leihvertrages in eine dauerhafte Verpflichtung des Angreifers. Er unterschrieb einen Fünfjahresvertrag und erzielte in eineinhalb Spielzeiten 21 Pflichtspieltore.
In der Sommerpause 2011 wechselte Osvaldo zum AS Rom. Nach zwei erfolgreichen Spielzeiten, in denen Osvaldo insgesamt 28 Tore erzielte, gab der AS Roma am 18. August 2013 bekannt, dass Osvaldo für 15,1 Millionen Euro zum FC Southampton wechselte. In der Premier League konnte sich der Stürmer aber nicht durchsetzen und am 31. Januar 2014 ging er bis zum Ende der Saison auf Leihbasis zum italienischen Rekordmeister Juventus Turin, mit dem er zwar die italienische Meisterschaft feiern konnte, dazu aber nur einen Ligatreffer beisteuerte.
Zur Saison 2014/15 wurde Osvaldo an Inter Mailand weiterverliehen. Im Gegenzug wechselte Saphir Taïder – ebenfalls auf Leihbasis – nach Southampton. Nach 12 Ligaeinsätzen, in denen Osvaldo fünf Treffer erzielte, wurde die Leihe mit Inter Mailand beendet und Osvaldo bis zum 30. Juni 2015 an die Boca Juniors weiterverliehen. Diesem Wechsel vorausgegangen war ein Streit mit Inter-Trainer Roberto Mancini und Teamkollegen Mauro Icardi, auf welchen Osvaldo von Inter suspendiert wurde. Für die Boca Juniors bestritt er elf Erstligaspiele und schoss drei Tore. Zudem wurde er viermal (drei Tore) in der Copa Libertadores 2015 und einmal (ein Tor) in der Copa Argentina eingesetzt.
Nachdem sein Vertrag bei Southampton endete und er zunächst "freier" Spieler war, unterschrieb er Ende Juli 2015 zunächst – offenbar aus steuerlichen Gründen – beim uruguayischen Erstligisten Sud América, um sodann Anfang August 2015 ein Engagement beim portugiesischen Klub FC Porto einzugehen.
Für die Portugiesen bestritt er sieben Ligaspiele (ein Tor) und kam dreimal in der Champions League sowie einmal im nationalen Pokalwettbewerb zum Einsatz. Im Januar 2016 kehrte er zu den Boca Juniors zurück und bestritt bis Mai 2016 – jeweils ohne persönlichen Torerfolg – drei Ligaspiele, eine Partie in der Copa Libertadores 2016 und ein Supercup-Spiel.
Nachdem Osvaldo vier Monate vereinslos gewesen war, beendete er im September 2016 im Alter von 30 Jahren seine Karriere.

### Nationalmannschaft
Im November 2007 nahm Osvaldo, der sowohl die italienische als auch die argentinischen Staatsbürgerschaft besitzt, eine Einladung von Pierluigi Casiraghi in die italienische U-21-Nationalmannschaft an. Im Finale des Turniers von Toulon 2008 erzielte er den einzigen Treffer für die U-21 Italiens beim Sieg über Chile.
Am 11. Oktober 2011 debütierte Osvaldo unter Cesare Prandelli in der italienischen A-Nationalmannschaft in der Partie gegen Nordirland (3:0). In der Folge gehörte Osvaldo regelmäßig zu Kader der Nationalmannschaft und kam häufig zum Einsatz, wurde jedoch nicht für die Europameisterschaft 2012 nominiert. Am 7. September 2012 gelangen ihm beim 2:2-Unentschieden gegen Bulgarien beide Treffer für die Squadra Azzurra. Osvaldo bestritt weiterhin Testspiele und Qualifikationsspiele, wurde allerdings auch für den Confed Cup 2013 nominiert. Am 5. März 2014 gegen Spanien kam Osvaldo das letzte Mal für Italien zum Einsatz. Er bestritt insgesamt 14 Spiele und erzielte vier Tore.

## Erfolge
- Italienischer Zweitligameister: 2005/06
- Turnier von Toulon: 2008
- Italienischer Meister: 2013/14

## Verweise